# Rybinsker Stausee
Der Rybinsker Stausee (russisch Рыбинское водохранилище/ Rybinskoje wodochranilischtsche), der aufgrund seiner enormen Größe (Fläche 4580 km²; Stauvolumen 25,4 Mrd. m³) auch Rybinsker Meer genannt wird, ist ein Stausee an der Wolga in Russland. Er ist Teil der sogenannten Wolga-Kama-Kaskade und der nach dem Kuibyschewer Stausee zweitgrößte Stausee in Europa.
Die Planungen für die Errichtung eines Stausees begannen 1935, von 1941 bis 1947 wurde das Kraftwerk errichtet.
In Rybinsk, rund 280 km nördlich von Moskau, wurden die Wolga und ihr Nebenfluss Scheksna kurz vor dessen Mündung durch separate Staumauern angestaut. Die angestauten Wassermassen überfluteten die Flussniederungen der Flüsse Wolga, Scheksna und Mologa und bildeten den maximal 60 km breiten und rund 110 km langen Rybinsker Stausee. Er ist Teil des Wolga-Ostsee-Wasserwegs, der die Wolga mit der Ostsee verbindet, und über den die Schiffe vom Kaspischen Meer nicht nur zur Ostsee gelangen können, sondern über den in Richtung Norden abzweigenden Wolga-Ostsee-Kanal auch zum Weißen Meer.
Die Stauhöhe beträgt 18 m, so dass der Wasserspiegel bei normalem Wasserstand 102 m über dem Meeresspiegel liegt. Der Rückstau reicht bis an die vorherige Staustufe der Wolga in Uglitsch. Unter dem Wasser verschwanden zwei Städte, etwa 700 ländliche Gemeinden und Dörfer mit 26.000 Höfen, 40 Kirchen, drei Klöster, Dutzende ehemalige Gutshöfe, Wälder, Wiesen und Felder. Das Jaroslawler Gebiet verlor ca. ein Achtel seines Territoriums. 150.000 Menschen mussten umgesiedelt werden. Strittig ist, ob bei der Flutung der Stadt Mologa tatsächlich 294 Menschen, die ihre Häuser nicht verlassen wollten und sich teilweise angekettet hatten, ums Leben kamen. Dies wurde in einem Rapport des Leiters der Außenstelle Mologa von Wolgolag, Leutnant der Staatssicherheit Skljarow, an seinen Vorgesetzten berichtet.
Neben der Wolga, die im Süden in den Stausee einmündet und ihn im Südosten wieder verlässt, münden die Mologa im Nordwesten sowie die Suda und die Scheksna im Norden bei Tscherepowez in den See, wobei die Scheksna in Rybinsk unterhalb der Staumauer noch eine kurze Strecke in ihrem alten Bett der Wolga zufließt.
In die Staumauer (⊙) der Scheksna ist das Wasserkraftwerk mit einer Leistung von 330 MW integriert, die Schleusen für den Schiffsverkehr befinden sich an der Wolgastaumauer (⊙)
Iwan Papanin, langjähriger Direktor des in Borok am Südufer des Sees gelegenen Instituts für Biologie der Stauseen, untersuchte am Beispiel des Rybinsker Stausees das Problem der Überfischung und seine nachhaltige Nutzung.